# Степени покаяния

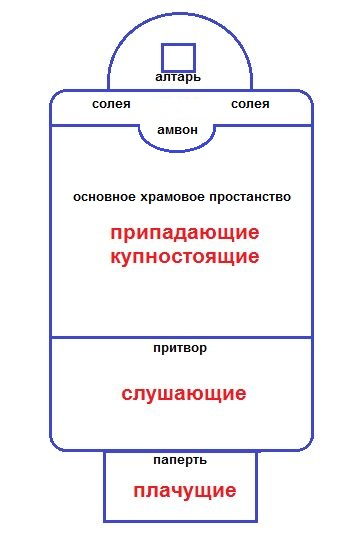
Схема нахождения кающихся во время прохождения епитимий в христианском храме

Сте́пени покая́ния — разряды кающихся, в число которых попадали согрешившие люди в древней Христианской церкви.
Согласно канонам, согрешившие люди получали наказание или кару — епитимию в Церкви. Пребывающие под епитимьёй находились в различных степенях прохождения покаяния в зависимости тяжести греха. Существует четыре степени покаяния: плач, слу́шание, припа́дание, вме́сте стоя́ние. Находящиеся в различных степенях покаяния носили названия: пла́чущие, слу́шающие, припа́дающие, ку́пностоящие.
Например, гробокопатель (раскапывающий гробы для хищения) отлучается от причастия, согласно 66 правилу Василия Великого, на 10 лет. Из которых он 2 года должен находится вместе с плачущими, 3 года — вместе с слушающими, 4 года — вместе с припадающими, 1 год — вместе с купностоящими. После 10 лет гробокопатель мог причащаться

## Плач
Плач (др.-греч. πρόσκλαυσις, лат. fletus, luctus) — первая, самая низшая, степень  покаяния. Лица, находящиеся на этой степени покаяния, назывались — плачущие  (др.-греч. προσκλαίοντες, лат. flentes). Плачущие стояли вне церковного входа, в пропилеи, преддверии (др.-греч. προπύλαιον), и с плачем умоляли верных, входящих в церковь, помолиться за них.

## Слушание
Слушание (др.-греч. άκρόασις, лат. auditus) — вторая степень  покаяния. Лица, на которых она налагалась, назывались — слушающие (др.-греч. άκροώμενοι, лат. audientes). Слушающие стояли в притворе (др.-греч. νάρθηξ, πρόναος) церкви, у самых дверей главного входа в церковь, где совершалось обычно крещение, и оставались там до молитвы об оглашенных, после чего должны были выйти из церкви. 

## Припадание
Припадание (др.-греч. υπόπτωσις, лат. prostratio, humiliatio) — третья степень покаяния. Лица, подвергшиеся этой степени наказания, назывались — припадающие (др.-греч. υποπίπτοντες, лат. subjacentes, substrati). Припадающие могли стоять вместе с верными с западной стороны амвона и при том все время должны были оставаться на коленях, вследствие чего и назывались по-другому — преклоняющие колена  (др.-греч. γονυκλίνοντες, лат. genuflectentes). Они выходили из церкви после молитвы об оглашенных.

## Вместе стояние
Вместе стояние, или купностояние (др.-греч. σύστασις, лат. statio, consistentia) — четвёртая и последняя степень покаяния. Лица, пребывающие в ней, назывались купностоящие (др.-греч. συνιστάμενοι, лат. consistentes). Купностоящие стояли в церкви вместе с верными, с северной и с южной стороны амвона, вместе с верными выходили из церкви после окончания литургии, и не могли только причащаться святых даров. Названы так потому, что не должны были стоять на коленях, как находившиеся на третьей ступени покаяния, но стояли, как и остальные верные.